# Laval (Canadá)
Laval es a la vez una ciudad, un municipio regional de condado y una región administrativa de la provincia canadiense de Quebec. Está situada sobre la isla Jesús, en la periferia norte de Montreal, ciudad de la cual está separada por el Río de las Praderas. Es una de las ciudades que conforman la Comunidad metropolitana de Montreal.

## Geografía

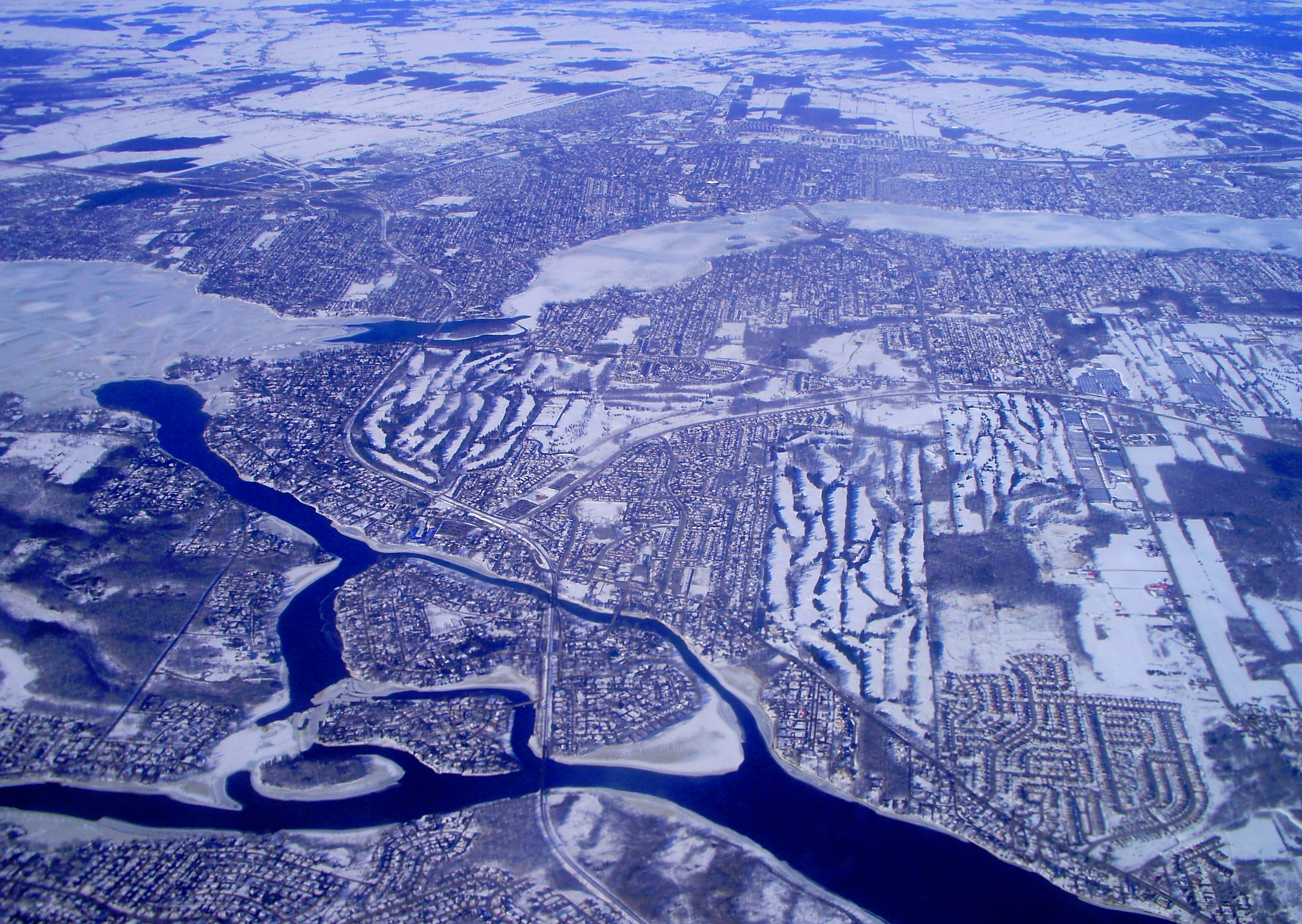
Parte oeste de Laval, con el río de las Praderas abajo, el río de las Mil Islas arriba, el lago de las Dos Montañas a la izquierda, las islas Laval abajo a la izquierda.

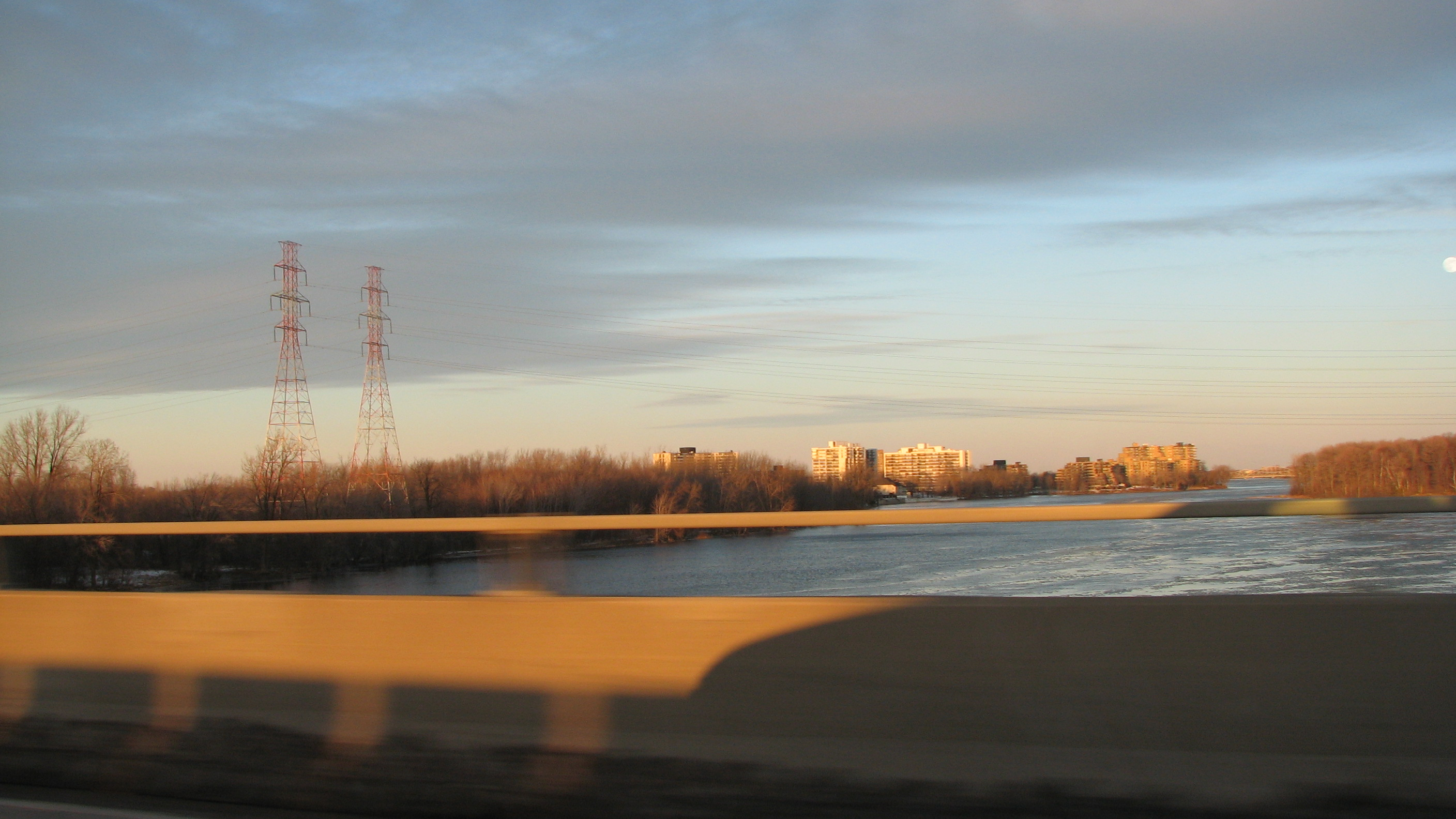
Río de las Praderas.

Laval se encuentra en la isla Jesús, en el archipiélago de Hochelaga, entre el río de las Praderas y el río de las Mil Islas. Comprende otras islas minores como las islas Laval (Bigras, Pariseau, Ronde, Verte) y la isla a las Vacas. Al norte en margen opuesta están ubicados los municipios regionales de condado de Deux-Montagnes y de Thérèse-De Blainville en la región de Laurentides, así como el MRC de Les Moulins en la región de Lanaudière. Las ciudades vecinas son Deux-Montagnes, Saint-Eustache, Boisbriand, Rosemère, Lorraine, Bois-des-Filion y Terrebonne. Al sur, en rivera opuesta del río de las Pradera se encuentra la ciudad de Montreal. La isla de Montreal corresponde también a la aglomeración de Montreal (territorio equivalente a un MRC) y a la de región administrativa de Montreal. Los distritos de Montreal vecinos de Laval incluyen L'Île-Bizard–Sainte-Geneviève, Pierrefonds-Roxboro, Ahuntsic-Cartierville, Montréal-Nord y Rivière-des-Prairies–Pointe-aux-Trembles. La superficie total de Laval es de 266,81 km², de los cuales 246,14 km² son tierra firme. La superficie en agua corresponde en gran parte a los ríos que cercan la isla. La isla Jesús es la segunda más grande isla del archipiélago de Hochelaga, con un largo de 32 km y un ancho de 11 km.

## Urbanismo

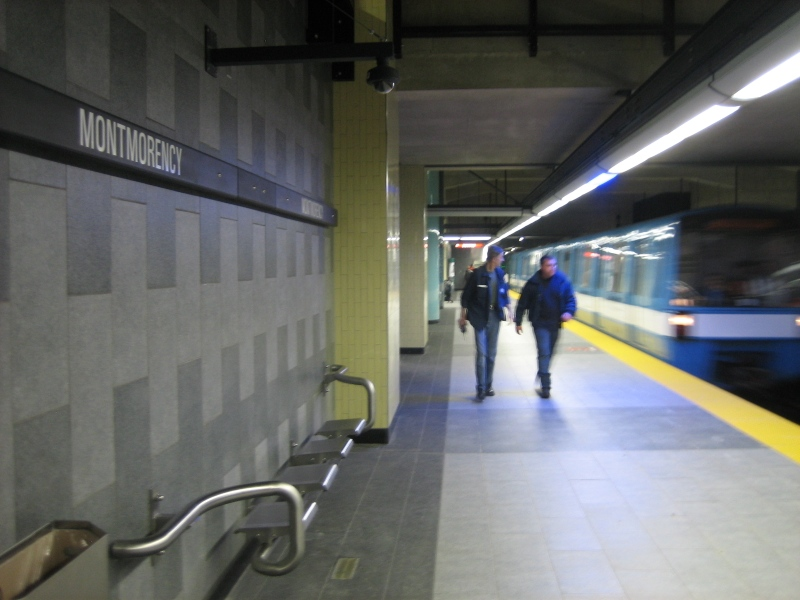
Estación de metro Montmorency

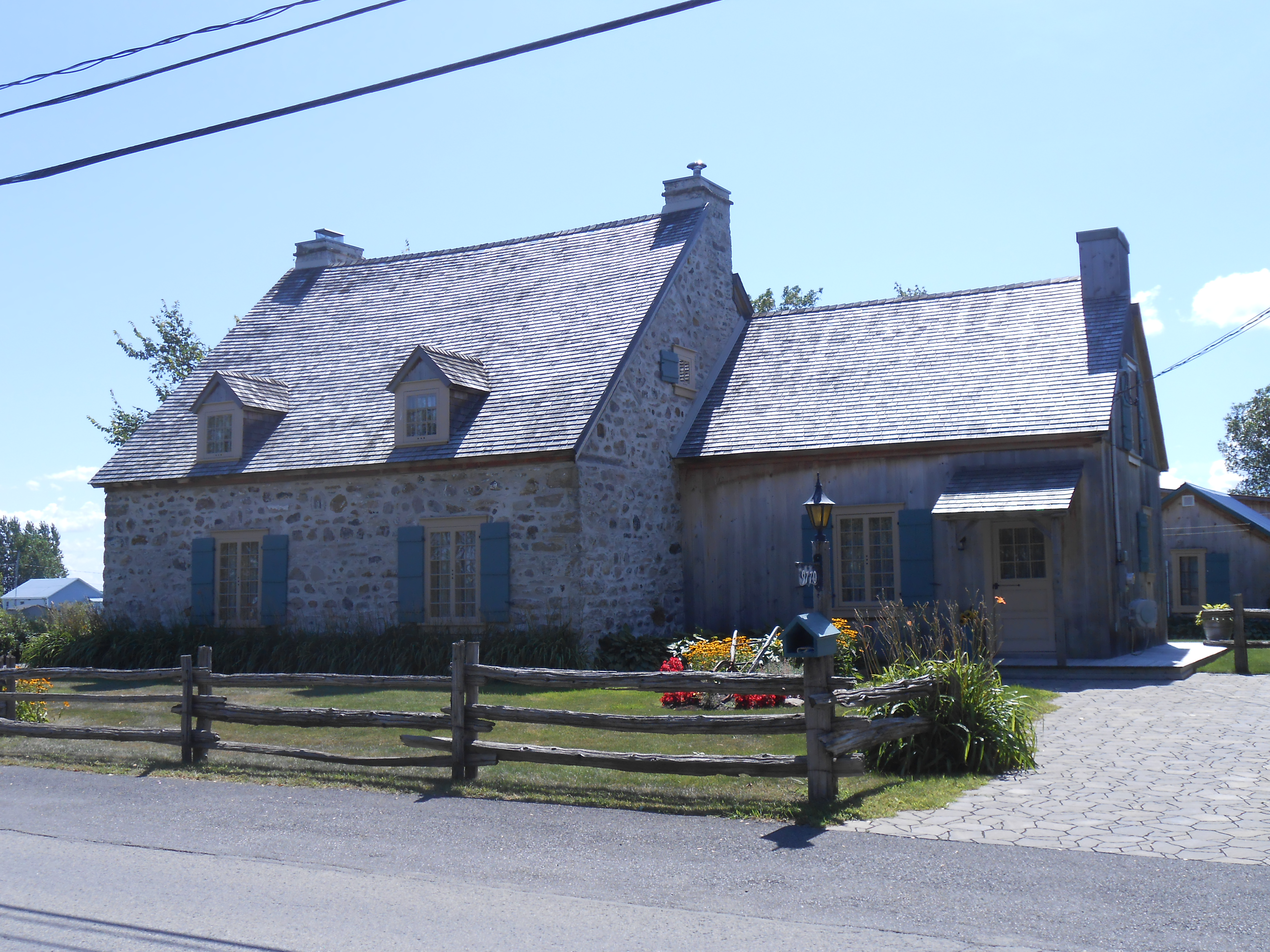
Casa Therrien en Saint-François

El territorio de Laval se divide en tres grandes funciones urbanas que son la habitación, en los barrios sobre todo en el sur y el norte, la industria y el comercio en el centro, así como la agricultura al este y al oeste.
|        | Clase                      | Orientación | Odónimo                                                                          | De                       | A                       | Barrios                                              |
| A 13   | Autopista                  | NS          | Puente Louis-Bisson, Autoroute Chomedey, Puente Vachon                           | Montreal                 | Boisbriand              | Chomedey, Sainte-Dorothée, Fabreville                |
| A 15   | Autopista                  | NS          | Puente Médéric-Martin, Autoroute des Laurentides, Puente Gédéon-Ouimet           | Saint-Bernard-de-Lacolle | Sainte-Agathe-des-Monts | Laval-des-Rapides, Chomedey, Fabreville, Sainte-Rose |
| A 19   | Autopista                  | NS          | Puente Papineau-Leblanc, Autoroute Papineau                                      | Montreal                 | Laval                   | Duvernay                                             |
| A 25   | Autopista                  | NS          | Puente Oiliver-Charbonneau, Autoroute Louis-Hippolyte-La Fontaine, Puente Lepage | Montreal                 | Saint-Esprit            | Duvernay, Saint-François                             |
| A 440  | Autopista                  | EO          | Autoroute Laval                                                                  | Laval                    | Laval                   | Saint-Vincent-de-Paul, Duvernay, Saint-François      |
| QC 117 | Carretera nacional y local | NS          | Boulevard Chomedey, Boulevard Labelle                                            | Montreal                 | Rouyn-Noranda           | Chomedey, Fabreville, Sainte-Rose                    |
| QC 125 | Autopista, Carretera local | NS          | Puente Pie-IX, Boulevard Pie-IX, Montée Masson, Puente Sophie-Masson             | Montreal                 | Saint-Donat             | Saint-Vincent-de-Paul, Duvernay, Saint-François      |
| QC 148 | Carretera regional         | EO          | Puente Arthur-Sauvé, Boulevard Arthur-Sauvé, Avenue des Bois                     | L'Isle-aux-Allumettes    | Laval                   | Laval-Ouest, Sainte-Dorothée                         |
| QC 335 | Carretera regional y local | NS          | Boulevard des Laurentides, Avenue Papineau                                       | Montreal                 | Chertsey                | Pont-Viau, Vimont, Auteuil                           |

## Historia

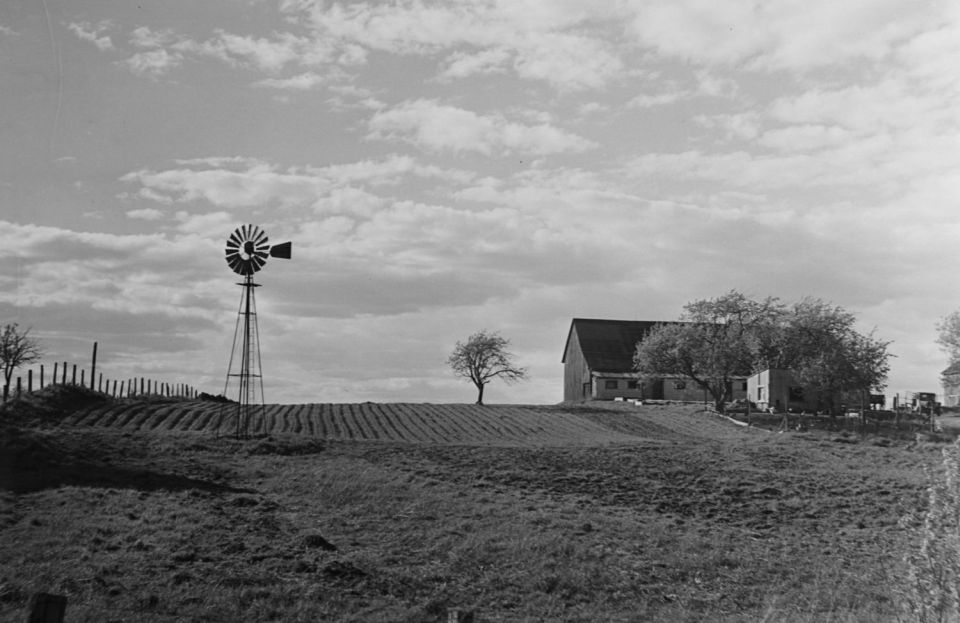
Laval-des-Rapides (1941).

En Nueva Francia, el señorío de la Isla Jesús fue concedido a los Jesuitas en 1636 y vendido al Seminario de Quebec en 1680. La parroquia católica de Saint-François-de-Sales fue creada en 1702 al este de la isla. En 1845, el municipio de Saint-François-de-Sales fue instituido. En 1853, el condado de Laval, que comprendió la isla Jesús así como une parte de la isla de Montreal, fue creado. Este nombre recordaba Francisco de Laval, primero obispo de Quebec. En 1965, la ciudad actual de Laval fue creada por la amalgamación de las ciudades y municipios de Auteuil, Chomedey, Duvernay, Fabreville, Laval-des-Rapides, Laval-Ouest, Laval-sur-le-Lac, Îles-Laval, Pont-Viau, Saint-François, Saint-Vincent-de-Paul, Sainte-Dorothée, Sainte-Rose y Vimont. La isla Jesús era un campo y canteras de cal hasta el medio del siglo XX. Se convirtió en unas de las afueras de Montreal a partir de 1950 y desde 1975, muchas actividades industriales y comerciales se han implantado.
El emblema de Laval, adoptado el 5 de mayo de 1975, ilustra el modernismo de una comunidad en crecimiento. El juego de cubos simboliza el desarrollo de Laval. Los cubos marcan la "L" de Laval por lo que el emblema también constituye un acrónimo. Los colores utilizados también tienen un significado importante. El púrpura simboliza tradicionalmente la riqueza; por extensión, representa, en el emblema, el gran potencial económico de Laval. El azul simboliza la calidad de vida y el desarrollo de una ciudad humana. Las letras de la firma Laval están vinculadas entre sí para recordar la fusión de los municipios de la isla en 196510. El logotipo fue creado por un pintor-serigrafista de Laval, el Sr. Guy Gagné.

## Política
Laval es una ciudad que tiene las competencias de un municipio regional de condado. El consejo municipal se compone del alcalde y de 21 consejeros representando distritos territoriales. El alcalde actual (2015) es Marc Demers, elegido en 2013 después de un periodo político inestable causado por una investigación sobre el antiguo alcalde Gilles Vaillancourt, en puesto desde 23 años, seguida de acusación de gansterismo.
|                                 | 2005-2009                           | 2009-2013                                                    | 2013-2017                   |
| Alcalde                         | Gilles Vaillancourt                 | Gilles Vaillancourt* Alexandre Duplessis Martine Beaugrand** | Marc Demers                 |
| 1 - Saint-François              | Jacques St-Jean#                    | Jacques St-Jean#                                             | Jacques St-Jean             |
| 2 - Saint-Vincent-de-Paul       | Sylvie Clermont#                    | Sylvie Clermont#                                             | Paolo Galati                |
| 3 - Val-des-Arbres              | Madeleine Sollazzo#                 | Madeleine Sollazzo#                                          | Christiane Yoakim#          |
| 4 - Duvernay - Pont-Viau        | Michèle Des Trois Maisons#          | Michèle Des Trois Maisons#                                   | Stéphane Boyer#             |
| 5 - Marigot                     | Francine Légaré#                    | Francine Légaré#                                             | Daniel Hébert#              |
| 6 - Concorde - Bois-de-Boulogne | Jean-Jacques Lapierre               | Claire Le Bel#                                               | Sandra Desmeules#           |
| 7 - Renaud                      | Benoît Fradet#                      | Benoît Fradet#                                               | Raynald Adams#              |
| 8 - Vimont                      | Normand Girard#                     | Normand Girard#                                              | Michel Poissant#            |
| 9 - Saint-Bruno                 | Yvon Martineau#                     | Yvon Martineau#                                              | David De Cotis#             |
| 10 - Auteuil                    | Lucie Hill Larcoque#                | Lucie Hill Larcoque#                                         | Jocelyne Frédéric-Gauthier# |
| 11 - Laval-des-Rapides          | Ginette Grisé#                      | Ginette Grisé#                                               | Pierre Anthian#             |
| 12 - Souvenir-Labelle           | Jocelyne Guertin#                   | Jocelyne Guertin#                                            | Jean Coupal#                |
| 13 - L'Abord-à-Plouffe          | Ginete Legault Bernier#             | Ginete Legault Bernier#                                      | Vasilios Karidogiannis#     |
| 14 - Chomedey                   | Basile Angelopoulos#                | Basile Angelopoulos#                                         | Aglaia Revelakis            |
| 15 - Saint-Martin               | Alexandre Duplessis#                | Alexandre Duplessis#                                         | Aline Dib#                  |
| 16 - Sainte-Dorothée            | Pierre Cléroux#                     | Pierre Cléroux#                                              | Ray Khalil#                 |
| 17 - Laval-les-Îles             | Jean-Jacques Belzié#                | Jean-Jacques Belzié#                                         | Nicholas Borne#             |
| 18 - L'Orée-des-Bois            | Robert Plante* France Dubreuil**#   | France Dubreuil#                                             | Alain Lecompte#             |
| 19 - Marc-Aurèle-Fortin         | Yvon Bromley#                       | Yvon Bromley#                                                | Gilbert Dumas#              |
| 20 - Fabreville                 | André Boileau* Martine Beaugrand**# | Martine Beaugrand#                                           | Michel Trottier             |
| 21 - Sainte-Rose                | Denis Robillard#                    | Denis Robillard#                                             | Virginie Dufour#            |

* Al inicio del termo pero no al fin.  ** Al fin del termo pero no al inicio. # En el partido del alcalde.
El territorio de Laval se divide en seis circunscripciones electorales a nivel provincial; son (Mille-Îles, Vimont, Laval-des-Rapides, Sainte-Rose, Chomedey  y de Fabre. A nivel federal, hay cuatro circunscripciones electorales que son Alfred-Pellan, Vimy, Marc-Aurèle-Fortin y Laval—Les Îles. Antes de 2015, la circunscripción federal de Vimy se llamada Laval aunque el territorio de Marc-Aurèle-Fortin incluía también una parte del MRC de Thérèse-De Blainville.

## Demografía
Según el censo de Canadá de 2011, Laval contaba con 401 553 habitantes. La densidad de población estaba de 1625,1 hab./km². Entre 2006 y 2011 hubo una adición de 32 844 habitantes (8,9 %). En 2011, el número total de inmuebles particulares era de 159 509, de los cuales 154 456 estaban ocupados por residentes habituales, otros siendo desocupados o residencias secundarias.
Evolución de la población total, 1991-2015
- Tasa de natalidad: 10,2 ‰ (2005)
- Tasa de mortalidad: 6,2 ‰ (2005)

Fuente: Institut de la statistique du Québec

## Economía
El producto interno bruto de Laval era de 13,8 G$ en 2013 o 4,1 % del PIB de Quebec. Las principales actividades industriales son la metalurgia, los productos lácteos y los productos farmacéuticos.

## Comunidades locales
| Código | Nombre                | Tipo      | Fecha de constitución | Superficie total (km²) | Superficie de agua (km²) | Superficie de tierra (km²) | Población 2011 | Gentilicio (en francés) | Densidad (hab./km²) | CEM                                                                                                  | CEP                           | CEF                                      |
| ------ | --------------------- | --------- | --------------------- | ---------------------- | ------------------------ | -------------------------- | -------------- | ----------------------- | ------------------- | --- | ----------------------------- | ---------------------------------------- |
| AU     | Auteuil               | Ex-ciudad | .                     | .                      | .                        | .                          | 23 566         | Auteullois, e           | .                   | Auteuil, Saint-Bruno                                                                                 | Vimont                        | Marc-Aurèle-Fortin, Alfred-Pellan        |
| CH     | Chomedey              | Ex-ciudad | .                     | .                      | .                        | .                          | 101 622        | .                       | .                   | L'Abord-à-Plouffe, Chomedey, Saint-Martin, Souvenir-Labelle, Renaud, Laval-des-Rapides               | Chomedey, Fabre               | Laval—Les Îles, Marc-Aurèle-Fortin, Vimy |
| DU     | Duvernay              | Ex-ciudad | .                     | .                      | .                        | .                          | 30 639         | .                       | .                   | Duvernay-Pont-Viau, Val-des-Arbres, Concorde-Bois-de-Boulogne, Saint-Vincent-de-Paul, Saint-François | Laval-des-Rapides, Mille-Îles | Alfred-Pellan, Vimy                      |
| FA     | Fabreville            | Ex-ciudad | .                     | .                      | .                        | .                          | 45 919         | .                       | .                   | L'Orée-des-Bois, Marc-Aurèle-Fortin, Fabreville                                                      | Fabre, Sainte-Rose            | Laval—Les Îles, Marc-Aurèle-Fortin       |
| IL     | Îles-Laval            | Ex-ciudad | .                     | .                      | .                        | .                          | 1021           | .                       | .                   | Laval-les-Îles                                                                                       | Fabre                         | Laval—Les Îles                           |
| LR     | Laval-des-Rapides     | Ex-ciudad | .                     | .                      | .                        | .                          | 36 933         | .                       | .                   | Laval-des-Rapides, Marigot, Concorde-Bois-de-Boulogne                                                | Laval-des-Rapides             | Vimy                                     |
| LO     | Laval-Ouest           | Ex-ciudad | .                     | .                      | .                        | .                          | 11 369         | .                       | .                   | Laval-les-Îles, L'Orée-des-Bois                                                                      | Fabre                         | Laval—Les Îles                           |
| LL     | Laval-sur-le-Lac      | Ex-ciudad | .                     | .                      | .                        | .                          | 766            | .                       | .                   | Laval-les-Îles                                                                                       | Fabre                         | Laval—Les Îles                           |
| PV     | Pont-Viau             | Ex-ciudad | .                     | .                      | .                        | .                          | 14 187         | .                       | .                   | Duvernay-Pont-Viau, Concorde-Bois-de-Boulogne                                                        | Laval-des-Rapides             | Alfred-Pellan, Vimy                      |
| SD     | Sainte-Dorothée       | Ex-ciudad | .                     | .                      | .                        | .                          | 32 742         | .                       | .                   | Sainte-Dorothée, Laval-les-Îles                                                                      | Fabre                         | Laval—Les Îles                           |
| SF     | Saint-François        | Ex-ciudad | .                     | .                      | .                        | .                          | 17 997         | .                       | .                   | Saint-François                                                                                       | Mille-Ïles                    | Alfred-Pellan                            |
| SV     | Saint-Vincent-de-Paul | Ex-ciudad | .                     | .                      | .                        | .                          | 15 591         | .                       | .                   | Saint-Vincent-de-Paul, Val-des-Arbres                                                                | Mille-Ïles                    | Alfred-Pellan                            |
| SR     | Sainte-Rose           | Ex-ciudad | .                     | .                      | .                        | .                          | 35 176         | .                       | .                   | Sainte-Rose, Fabreville                                                                              | Sainte-Rose                   | Marc-Aurèle-Fortin                       |
| VI     | Vimont                | Ex-ciudad | .                     | .                      | .                        | .                          | 30 808         | .                       | .                   | Vimont, Saint-Bruno, Renaud                                                                          | Vimont                        | Alfred-Pellan, Marc-Aurèle-Fortin        |
| 650    | Laval                 | Ciudad    | 06.08.1965            | 266,81                 | 20,67                    | 246,14                     | 401 553        | Lavallois, e            | 1712,3              | - | -                             | -                                        |

CEM circunscripción electoral municipal, CEP circunscripción electoral provincial, CEF circunscripción electoral federal 

## Sociedad

### Educación
Dos centros universitarios (Universidad de Montreal y Universidad de Quebec en Montreal) y el Colegio Montmorency dispensan la enseñanza postsecundaria.